# Marigaon (Distrikt)
Marigaon ist ein Distrikt im indischen Bundesstaat Assam. Sitz der Verwaltung ist die gleichnamige Stadt Marigaon.

## Geografie
Der Distrikt liegt im Zentrum von Assam. Er grenzt im Norden an den Distrikt Darrang, im Nordosten an den Distrikt Sonitpur, im Osten an den Distrikt Nagaon, im Südosten an den Distrikt West Karbi Anglong, im Süden an den indischen Bundesstaat Meghalaya sowie im Westen an den Distrikt Kamrup Metropolitan.
Der Distrikt liegt überwiegend in der Tiefebene von Assam südlich des Brahmaputras. Die an Meghalaya grenzenden Gebiete des Distrikts und das Tierschutzgebiet Pobitora Wildlife Sanctuary sind bewaldet. Das Tierschutzgebiet liegt fast gänzlich auf Distriktsgebiet. Nebst dem Brahmaputra gibt es mehrere längere Flüsse, die den Distrikt durchqueren. Der Bedeutendste ist der Fluss Kopili. Im Osten des Distrikts gibt es weitflächige Sumpfgebiete. Die Fläche beträgt 1704 km².

## Geschichte
Der Distrikt Marigaon teilt die Geschichte mit den Nachbardistrikten. Zuerst gehörte er von 350 bis 1140 zum Reich Kamarupa und nach dessen Verfall zum Gebiet der Baro-Bhuyan. Im 16. Jahrhundert stritten sich Sultanat von Bengalen, die Dynastie Koch, das Königreich Dimasi (auch Königreich Cachari genannt) und das Königreich Ahom um das Gebiet. Von 1681 bis 1816 gehörte es zum Königreich Ahom. Ab 1816 stand das Gebiet unter starkem Einfluss von Birma. Nach dem Ersten Anglo-Birmanischen Krieg kam die Region nach dem Vertrag von Yandaboo unter die Herrschaft der Britischen Ostindien-Kompanie. Diese schuf 1832 den Distrikt Nowgong (heute Nagaon), der das Gebiet der heutigen Distrikte Hojai, Marigaon und Nagaon abdeckte. Der Distrikt entstand am 29. September 1989 aus Teilen des damaligen Distrikts Nagaon.

## Bevölkerung

### Übersicht
Die Einwohnerzahl lag bei 957.423 (2011). Die Bevölkerungswachstumsrate im Zeitraum von 2001 bis 2011 betrug 23,34 % und lag damit sehr hoch. Marigaon hat ein Geschlechterverhältnis von 967 Frauen pro 1000 Männer und damit einen für Indien häufigen Männerüberschuss. Der Distrikt hatte 2011 eine Alphabetisierungsrate von 68,03 %, eine Steigerung um knapp 10 Prozentpunkte gegenüber dem Jahr 2001. Die Alphabetisierung liegt damit unter dem nationalen Durchschnitt. Knapp 52,6 % der Bevölkerung sind Muslime, ca. 47,2 % sind Hindus, ca. 0,1 % sind Christen und ca. 0,1 % gaben keine Religionszugehörigkeit an oder praktizierten andere Religionen. 17,1 % der Bevölkerung sind Kinder unter 6 Jahre. Indigene Völker stellen die Mehrheit der Bevölkerung. Knapp 7,7 % der Bevölkerung leben in Städten.

### Einwohnerentwicklung
In den ersten Jahrzehnten des 20. Jahrhunderts wuchs die Bevölkerung bereits stark. Dies trotz Seuchen, Krankheiten und Hungersnöten. Seit der Unabhängigkeit Indiens hat die Einwohnerschaft weiter stark zugenommen. Während die Bevölkerung von 1901 bis 1951 um rund 241 % zunahm, betrug das Wachstum in den vierzig Jahren zwischen 1961 und 2011 211 %. Die Bevölkerungszunahme zwischen 2001 und 2011 lag bei 23,34 % oder rund 181.000 Menschen. Offizielle Bevölkerungsstatistiken der heutigen Gebiete sind seit 1901 bekannt und veröffentlicht. Grund für die ungewöhnlich starke Zunahme der Bevölkerung ab 1941 war lange Zeit die Zuwanderung ins dünn besiedelte Gebiet. Heutzutage ist es der Geburtenüberhang. Die Entwicklung verdeutlicht folgende Tabelle:
| Jahr      | 1901   | 1911   | 1921    | 1931    | 1941    | 1951    | 1961    | 1971    | 1981    | 1991    |
| Einwohner | 65.638 | 76.034 | 100.319 | 141.801 | 163.602 | 223.561 | 308.260 | 423.901 | k. Ang. | 639.682 |

### Bedeutende Orte
Im Distrikt gibt es nur sechs Orte, die als Städte (towns und notified towns) gelten. In diesen Städten wohnen insgesamt 73.298 Menschen oder 7,66 % der Distriktsbevölkerung. Es gibt nur zwei Orte im Distrikt, die mehr als 10.000 Einwohner zählen. Alle anderen Orte sind nur regionale Zentren. Die Einwohnerzahlen der sechs Städte sind:

### Volksgruppen
In Indien teilt man die Bevölkerung in die drei Kategorien general population, scheduled castes und scheduled tribes ein. Die scheduled castes (anerkannte Kasten) mit (2011) 117.841 Menschen (12,31 Prozent der Bevölkerung) werden heutzutage Dalit genannt (früher auch abschätzig Unberührbare betitelt). Die scheduled tribes sind die anerkannten Stammesgemeinschaften mit (2011) 136.777 Menschen (14,29 Prozent der Bevölkerung), die sich selber als Adivasi bezeichnen. Zu ihnen gehören in Assam 23 Volksgruppen. Die Lalung (109.530 Personen oder 11,44 % der Distriktsbevölkerung) sind die weitaus stärkste Stammesgemeinschaft im Distrikt. Weitere bedeutende Gruppen sind die Bodo (auch Boro genannt; 12.070 Personen oder 1,26 % der Distriktsbevölkerung) und Kachari (6430 Personen oder 0,67 % der Distriktsbevölkerung). Die Anteile der scheduled tribes sind in den Subdistrikten sehr unterschiedlich. Den niedrigsten Anteil hat der Subdistrikt Laharighat (4,45 %) und den höchsten Anteil an Personen in anerkannten Stammesgemeinschaften hat der Subdistrikt Marigaon (26,81 %).

### Geschlechterverteilung
Der Distrikt hatte – für Indien üblich – stets mehr männliche als weibliche Einwohner. Der seit 1921 hohe Männerüberschuss sank in letzten Jahrzehnten Bei den jüngsten Bewohnern (163.819 Personen unter 7 Jahren) liegen die Anteile bei 83.746 Personen männlichen (51,12 Prozent) zu 80.073 Personen (48,88 Prozent) weiblichen Geschlechts.
| Verteilung der Bevölkerung nach Geschlecht im Distrikt Marigaon |                   |                   |                   |                   |                   |                   |                   |                   |                   |                   |                   |                   |
|                                                                 | Volkszählung 1901 | Volkszählung 1901 | Volkszählung 1941 | Volkszählung 1941 | Volkszählung 1951 | Volkszählung 1951 | Volkszählung 1991 | Volkszählung 1991 | Volkszählung 2001 | Volkszählung 2001 | Volkszählung 2011 | Volkszählung 2011 |
| Anzahl                                                          | Anteil            | Anzahl            | Anteil            | Anzahl            | Anteil            | Anzahl            | Anteil            | Anzahl            | Anteil            | Anzahl            | Anteil            |                   |
| GESAMT                                                          | 65.638            | 100 %             | 163.602           | 100 %             | 223.561           | 100 %             | 639.682           | 100 %             | 776.256           | 100 %             | 957.423           | 100 %             |
| Männer                                                          | 33.424            | 50,92 %           | 87.740            | 53,63 %           | 118.842           | 53,16 %           | 329.613           | 51,53 %           | 398.926           | 51,39 %           | 486.651           | 50,83 %           |
| Frauen                                                          | 32.214            | 49,08 %           | 75.862            | 46,37 %           | 104.719           | 46,84 %           | 310.069           | 48,47 %           | 377.330           | 48,61 %           | 470.772           | 49,17 %           |

## Bildung
Dank bedeutender Anstrengungen steigt die Alphabetisierung. Sie liegt mittlerweile bei rund 68,0 % (2001 noch bei 58,5 %). Dies ist ein durchschnittlicher Wert für Indien. Im städtischen Bereich können mehr als 88 Prozent der Männer lesen und schreiben. Auf dem Land bei den Frauen dagegen nur rund 63 Prozent. Typisch für indische Verhältnisse sind die starken Unterschiede zwischen den Geschlechtern und der Stadt-/Landbevölkerung.
Die Werte sind in den Subdistrikten allerdings sehr unterschiedlich. Sie schwanken zwischen 78,55 % (Männer 83,80 % und Frauen 73,24 %) im Subdistrikt Marigaon und 57,14 % (Männer 59,15 % und Frauen 55,03 %) im Subdistrikt Laharighat. Alle Städte weisen sehr hohe Werte bei der Alphabetisierung auf.
| Alphabetisierung im Distrikt Marigaon  |                   |                   |
| Einheit                                | Volkszählung 2011 | Volkszählung 2011 |
| Einheit                                | Anzahl            | Anteil            |
| GESAMT                                 | 539.902           | 68,03 %           |
| Männer                                 | 289.698           | 71,90 %           |
| Frauen                                 | 250.204           | 64,04 %           |
| STADT GESAMT                           | 54.372            | 84,17 %           |
| Stadt-Männer                           | 29.095            | 88,07 %           |
| Stadt-Frauen                           | 25.277            | 80,09 %           |
| LAND GESAMT                            | 485.530           | 66,60 %           |
| Land-Männer                            | 260.603           | 70,46 %           |
| Land-Frauen                            | 224.927           | 62,63 %           |
| Quelle: Ergebnis der Volkszählung 2011 |                   |                   |

## Verwaltung
Der Distrikt teilt sich heute in die fünf Verwaltungsgebiete Bhuragaon, Laharighat, Marigaon, Mayong und Mikirbheta auf.

## Wirtschaft
Die Landwirtschaft ist die vorwiegende Einkommensquelle für die meisten Einwohner.